# Lista de paróquias e instituições da diocese de Formosa
Esta lista contém as paróquias e instituições da Diocese de Formosa com as localidades onde estão situadas e seus responsáveis.
| Nº | Município             | Paróquia                                                | Quase-paróquias e outros                   | Responsáveis                                                    |
| 1  | Água Fria de Goiás    | Paróquia Nossa Senhora de Fátima                        |                                            | Padre Pedro Nogueira da Silva Filho                             |
| 2  | Alto Paraíso de Goiás | Paróquia Nossa Senhora das Graças                       |                                            | Padre Pedro Nogueira da Silva Filho                             |
| 3  | Alvorada do Norte     | Paróquia Nossa Senhora da Guia                          |                                            | Padre Edimar de Araújo Souza                                    |
| 4  | Cabeceiras            | Paróquia Santa Rosa de Lima                             |                                            | Padre Adão Soares de Souza                                      |
| 5  | Cavalcante            | Paróquia Sant’anna                                      |                                            | Padres José Gerson Alves Batista                                |
| 6  | Colinas do Sul        | Paróquia Sagrado Coração de Jesus                       |                                            | Padre Pedro Nogueira da Silva Filho                             |
| 7  | Damianópolis          | Paróquia Santa Catarina de Sena                         |                                            | Padre Frederico de Moura Ornelas                                |
| 8  | Divinópolis de Goiás  | Paróquia São João Batista                               |                                            | Padre Carlos Neves                                              |
| 9  | Flores de Goiás       | Paróquia Nossa Senhora do Rosário                       |                                            | Padre Manoel Gonçalves                                          |
| 10 | Formosa               | Catedral Nossa Senhora Imaculada Conceição              |                                            | Padre João Manoel Lopes e Padre Antônio Barbosa                 |
| 11 |                       | Paróquia Cristo Rei                                     |                                            | Padres Romilson Gonçalves do Carmo (Ecônomo)                    |
| 12 |                       | Paróquia São José Operário                              |                                            | Padre Joacir Soares D'Abadia e Padre Denis                      |
| 13 |                       | Paróquia São Sebastião                                  |                                            | Padres Rosemberg Batista e Francisco Keison Torres              |
| 14 |                       | Paróquia Nossa Senhora Aparecida                        |                                            | Padre Jarbas Gomes Dourado                                      |
| 15 |                       | Paróquia São Vicente de Paulo                           |                                            | Padre Marcos Antonio Rodrigues                                  |
| 16 |                       | Paróquia Nossa Senhora Aparecida no Distrito do Bezerra |                                            | Padre Ivo Ornelas Dourado                                       |
| 17 |                       | Paróquia Santa Luzia                                    |                                            | Padre Joacir Soares D'Abadia e Padre Denis                      |
| 18 |                       | Paróquia Santo Expedito                                 |                                            | Padre João Manoel Lopes e Padre Eliton Rodrigues Cardoso        |
| 19 |                       |                                                         | Quase-Paróquia São Bento                   | Dom Miguel Maria, OSB e Dom Prior Inácio Maria, OSB             |
| 20 |                       |                                                         | Mosteiro Nossa Senhora da Ternura          | Dom Prior Inácio Maria da Veiga, OSB                            |
| 21 |                       |                                                         | Seminário Diocesano Nossa Senhora D'Abadia | Padre Antônio Barbosa                                           |
| 22 |                       |                                                         | Casa da Divina Providência                 | Padres Francisco Keison Torres de Lima e Jair Fernandes Valente |
| 23 | Iaciara               | Paróquia Santo Antônio de Lisboa                        |                                            | Padre Ary Ramos Filho                                           |
| 24 | Mambaí                | Paróquia Nossa Senhora Imaculada Conceição              |                                            | Padre Adenailton Machado                                        |
| 25 | Nova Roma             | Paróquia São Sebastião                                  |                                            | Padre Hailson Ferreira de Castro                                |
| 26 | Planaltina            | Paróquia Divino Espírito Santo                          |                                            | Padre Darci Neres da Rocha (Chanceler)                          |
| 27 |                       | Paróquia Santíssima Trindade                            |                                            | Padre Jesus Joaquim Sousa                                       |
| 28 |                       | Paróquia Imaculado Coração de Maria                     |                                            | Padre Everton Barbosa                                           |
| 29 |                       | Paróquia São José Operário                              |                                            | Padre Rozimar                                                   |
| 30 |                       | Paróquia Santo Antônio                                  |                                            | Padre Iron Rodrigues de Oliveira                                |
| 31 | Posse                 | Paróquia Sant’anna                                      |                                            | Padres Daniel de Paula Rosa                                     |
| 32 |                       | Paróquia Sagrada Família                                |                                            | Padre Maycon Zaidan                                             |
| 33 | São Domingos          | Paróquia São Domingos de Gusmão                         |                                            | Padre Joaquim Régis Filho                                       |
| 34 | São João d'Aliança    | Paróquia São João Batista                               |                                            | Padre Marcelo Victor Mendonça Silva                             |
| 35 | Simolândia            | Paróquia Nossa Senhora Aparecida                        |                                            | Padre Diomar Pereira da Silva                                   |
| 36 | Vila Boa              | Paróquia São Sebastião                                  |                                            | Padre Raifran Rêgo                                              |
| 37 | Guarani de Goiás      |                                                         | Quase-Paróquia Nossa Senhora D'Abadia      | Padre Carlos Magno Nery Sabath                                  |